# Thor walczący z gigantami
Thor walczący z gigantami (szw. Tors strid med jättarna) – obraz olejny namalowany przez szwedzkiego malarza i rysownika Mårtena Eskila Wingego w 1872 roku, znajdujący się w zbiorach Nationalmuseum w Sztokholmie.

## Opis
Według mitologii nordyckiej grzmoty i błyskawice pojawiają się, gdy bóg burzy, piorunów, sił witalnych i rolnictwa Thor jest rozgniewany. Wyrusza wówczas na swoim rydwanie ciągniętym przez kozły Tanngrisnir i Tanngnjóstr, polując na Jotunów. W swojej walce z tą rasą olbrzymów korzysta z młota Mjølner i pasa Megingjord, który zwiększa jego moc. W interpretacji Mårtena Eskila Wingego Thor jest silnym i nieustraszonym blondynem, który lewą ręką przytrzymuje za włosy jednego z olbrzymów, by zadać mu cios trzymanym w prawej dłoni młotem.  
Obraz spotkał się z bardzo dobrym przyjęciem, gdy został po raz pierwszy wystawiony w Nationalmuseum w roku 1872, gdyż wówczas mitologia nordycka i bogowie cieszyli się dużą popularnością. Winge był jednym z wielu skandynawskich artystów, którzy w latach siedemdziesiątych XIX wieku malowali bogów z dynastii Azów. Obrazy i rzeźby tych artystów do dziś wpływają na nasze wyobrażenia o wikingach i Azach.
Dziewiętnastowieczni odbiorcy Wingego zinterpretowali obraz jako ogólne przedstawienie dobra walczącego ze złem. Współcześnie walka Thora z gigantami jest postrzegana jako wyraz ideałów nacjonalistycznych lub faszystowskich. Jasnowłosy Thor jest postrzegany jako obrońca nordyckiego ideału, któremu zagrażają olbrzymy z czarnymi włosami. Swastyka na pasie mocy Thora niewątpliwie przyczyniła się do spopularyzowania obrazu wśród różnych prawicowych grup ekstremistycznych. Dla Wingego i jemu współczesnych swastyka była starożytnym dekoracyjnym symbolem Słońca, pojawiającym się w dekoracjach architektonicznych i różnych logotypach.